# Obniżenie Zawidowskie
Obniżenie Zawidowskie (332.253) – obniżenie w południowo-zachodniej Polsce w województwie dolnośląskim, w powiecie zgorzeleckim, w większości powierzchni w gminie Zawidów. Na terenie obniżenia położone jest miasto Zawidów, z którego to właśnie wywodzi się nazwa mikroregionu.
Jest to jeden z czterech mikroregionów położonych w obszarze makroregionu Obniżenie Żytawsko-Zgorzeleckie. Charakteryzuje się specyficzną budową geologiczną oraz rzeźbą terenu.

## Budowa geologiczna[2]
Chociaż na powierzchni obszaru występują osady czwartorzędowe powiązane z działalnością fluwioglacjalną oraz fluwialną, na terenie obniżenia mamy także do czynienia z wychodniami granodiorytów z neoproterozoiku nazywane
Granodiorytami Zawidowskimi. Osady powiązane z działalnością zlodowacenia środkowopolskiego to głównie gliny zwałowe, miejscami występujące na węglach brunatnych oraz piaski i mułki kemów. Występują także piaski i żwiry rzeczne terasów nadzalewowych do 6 m.n.p. rzeki z okresu zlodowacenia północnopolskiego. Występują tutaj także gliny pyłowate, lessopodobne. Do najmłodszych osadów zaliczamy piaski, żwiry i mamuły (mady) rzeczne.

## Rzeźba terenu[2]
Na terenie obniżenia występują formy glacjalne, do których możemy wliczyć wysoczyzny morenowe, równiny sandrowe oraz miejscami kemy. Formy eoliczne to przeważnie pokrywy lessowe i pyłowe. Występujące formy rzeczne to przeważnie dna dolin rzecznych – w tym przypadku dolina Kociego Potoku oraz częściowo dolina Witki. Formy antropogeniczne występujące w mikroregionie powstałe wskutek eksploatacji złóż są to głównie żwirownie, piaskownie, glinianki.

## Roślinność

### Położenie Geobotaniczne[4]
Pod względem regionalizacji botanicznej Obniżenie Zawidowskie zaliczamy do Prowincji Subatlantyckiej Górskiej, Podprowincji Hercyńsko-Czeskiej, Działu Sudeckiego (G), Krainy Sudetów (G.1.), Podkrainy Zachodniosudeckiej (G.1a.), Okręgu Pogórza Sudeckiego (G.1a.1.), Podokręgu Sulikowskiego (G.1a.1.a).

### Potencjalna Roślinność[5]
Potencjalna roślinność obniżenia zaliczana jest do zbiorowisk grądowych zespołu Galio-Carpinetum. W odmianie śląsko-wielkopolskiej, formie podgórskiej zarówno w serii ubogiej (Galio-Capinetum, submont., poor), jak i żyznej (Galio-Capinetum, submont., rich).